# Anni-Maija Fincke
Anni-Maija Fincke, född 21 december 1984, finländsk orienterare som ingick i guldlaget i stafetten vid VM 2010 och 2011.